# Рудня-Быстрая
Рудня-Быстрая (укр. Рудня-Бистра) — село на Украине, основано в 1835 году, находится в Олевском районе Житомирской области.
Код КОАТУУ — 1824486201. Население по переписи 2001 года составляет 349 человек. Почтовый индекс — 11031. Телефонный код — 4135. Занимает площадь 0,57 км².

## Адрес местного совета
11031, Житомирская область, Олевский р-н, с.Рудня-Быстрая, ул.Ленина, 6